# McCrory
McCrory is een plaats (city) in de Amerikaanse staat Arkansas, en valt bestuurlijk gezien onder Woodruff County.

## Demografie
Bij de volkstelling in 2000 werd het aantal inwoners vastgesteld op 1850.
In 2006 is het aantal inwoners door het United States Census Bureau geschat op 1642, een daling van 208 (-11,2%).

## Geografie
Volgens het United States Census Bureau beslaat de plaats een oppervlakte van
6,2 km², geheel bestaande uit land. McCrory ligt op ongeveer 61 m boven zeeniveau.

## Plaatsen in de nabije omgeving
De onderstaande figuur toont nabijgelegen plaatsen in een straal van 24 km rond McCrory.